# مایاگوئس، پورتوریکو
مایاگوئز (به انگلیسی: Mayagüez) یک شهر  در پورتوریکو است.

## خصوصیات
مایاگوئز ۷۰۹٫۸۹ کیلومترمربع مساحت و ۸۹٬۰۸۰ نفر جمعیت دارد.

## نگارخانه

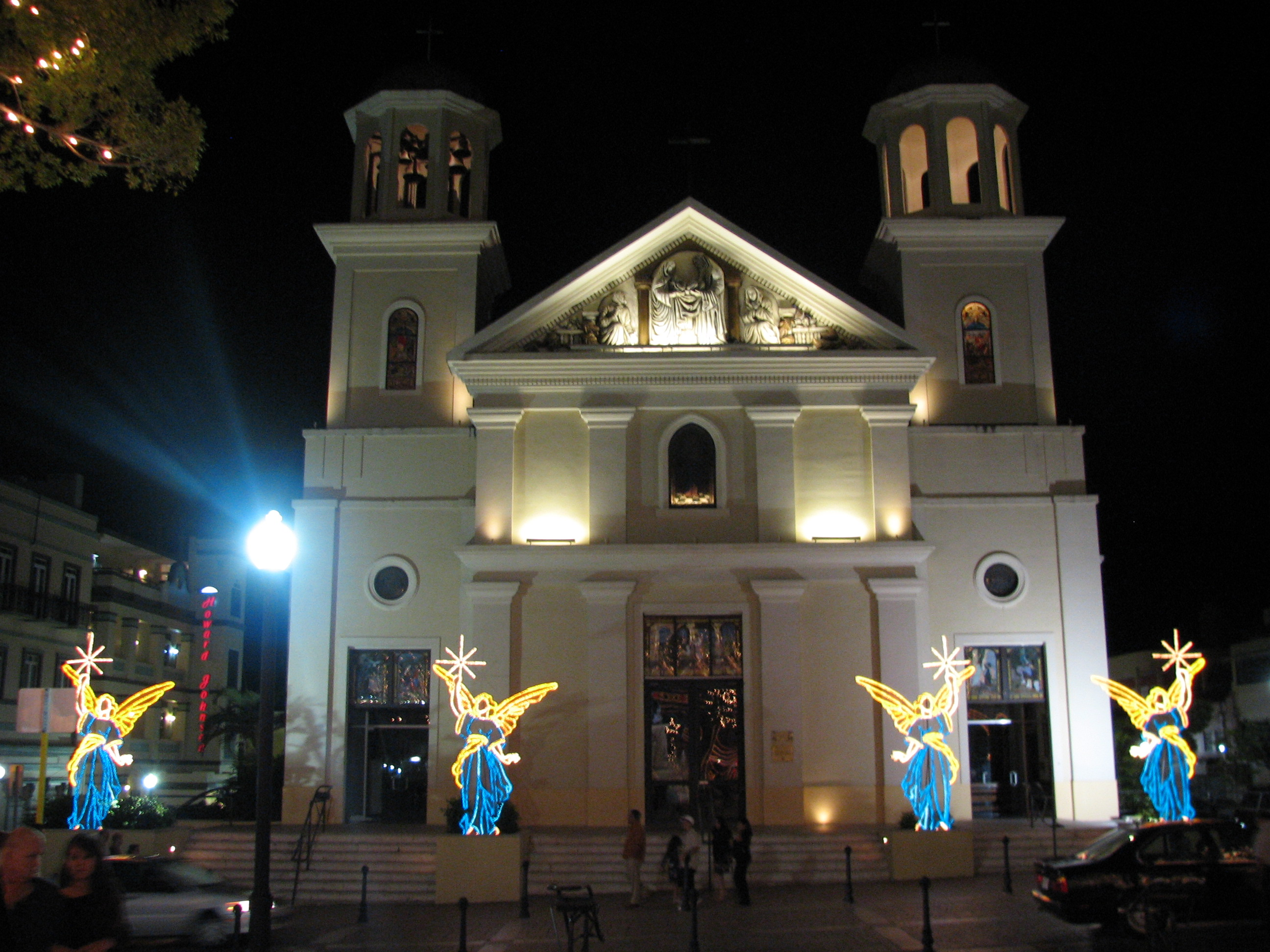